# DSB EC
Die DSB EC (EC für EuroCity) sind Gliederzugeinheiten, die von den Danske Statsbaner (DSB) im Februar 2020 erstmals mit acht Einheiten bestellt wurden und die nach ersten Planungen ab Ende 2024 in Betrieb gehen sollten. Die Züge stammen aus der Fahrzeugplattform Talgo 230 des spanischen Unternehmens Talgo für den Schienenpersonenfernverkehr.

## Geschichte
Die Danske Statsbaner (DSB) bestellten im Februar 2020 acht Zuggarnituren der Bauart DSB EC für den internationalen Fernverkehr zwischen Hamburg und Kopenhagen bei Talgo.
Die DSB-Variante sollte für Höchstgeschwindigkeiten von 200 km/h ausgelegt sein und bis zu 440 Fahrgäste in 13 Wagen fassen.
Im April 2021 erweiterten die DSB den bereits unterzeichneten Vertrag, um die Kapazität der Zuggarnituren um zehn Prozent zu erhöhen, sodass nunmehr eine Garnitur 492 Plätze umfassen soll. Das bedeutet, dass jede Zuggarnitur zwei zusätzliche Wagen erhält, die als Erste-Klasse-Wagen in einer 1+2-Bestuhlung eingerichtet werden. Mit 209 Metern Länge ohne Lokomotive wären sie die längsten Zugverbände der DSB.  Der Wert der Gesamtbestellung beträgt 2,5 Milliarden DKK.
Die bereits von Siemens Mobility gelieferten Vectron-Lokomotiven der Baureihe DSB EB sollten ursprünglich in Sandwich-Formation – jeweils eine Lokomotive an der Spitze sowie am Ende der Zuggarnitur – eingesetzt werden.
Die DSB bestellten im April 2023 weitere acht Zuggarnituren. Gleichzeitig wurden für alle Garnituren 16 Steuerwagen bestellt, um auf den Sandwich-Betrieb verzichten zu können. Eine Garnitur mit Steuerwagen wird 493 Sitzplätze bieten.
Die Züge sollten ab 2023 ausgeliefert werden, „im Anschluss an die DB-Lieferung“. Im Gegensatz zur Version der DB gibt es keine Speisewagen in den Zügen. Anfang 2022 verschob Talgo die Auslieferung der ersten Züge auf 2024 und begründete dies mit den Auswirkungen der COVID-19-Pandemie.
Im Januar 2024 wurde die erste Garnitur ausgeliefert und von den Danske Statsbaner vorgestellt. Die Auslieferung der weiteren sieben Garnituren wurde bis Jahresende 2024 angekündigt, verschob sich jedoch nach 2025. Die Lieferung der übrigen acht Garnituren und der Steuerwagen werden für 2026 und 2027 erwartet.
Die Wagen sollen sowohl in Dänemark als auch in Deutschland zugelassen werden und sind für den internationalen Verkehr zwischen Kopenhagen und Hamburg über den Großen Belt sowie von Aarhus nach Hamburg bestimmt. Ab 2029 sollen die Garnituren über den dann voraussichtlich eröffneten Fehmarnbelt-Tunnel fahren.
Am 22. Juni 2025 wurde die erste Einheit in Frederica der Öffentlichkeit präsentiert.
Die Fahrzeuge sollen ab dem 3. November 2025 als EC 391, EC 394, EC 396 und EC 397 sowie ab dem 24. November 2025 als EC 390, EC 392, EC 393 und EC 395 eingesetzt werden.

## Technik
Aus der Plattform Talgo 230 werden für unterschiedliche Betreiber Gliederzugeinheiten geliefert, die an den Enden Talgo-typisch mit dem Nachbarwagen durch Einzelradfahrwerke verbunden sind. Lediglich die Betriebskuppel- und Führerstandsenden der Endwagen laufen auf je einem Drehgestell. Durch die Drehgestelle entfällt die bisher übliche radiale Einstellung der Endradsätze durch die Ableitung vom Pufferdruck und dem Knickwinkel des folgenden Gelenks, die insbesondere im Bogeneinlauf zu zeitweiliger Schrägstellung führt. Die Züge werden im Talgo-Werk Rivabellosa gefertigt.
Die Wagen zeichnen sich durch Einfachheit und Funktionalität aus. Sitze und Tische sind aus hochwertigen Materialien gefertigt, wobei der Schwerpunkt auf Handwerkskunst mit ästhetischem Ausdruck liegt. Die Sitze sind für eine mehrstündige Fahrt ausgelegt und können zurückgelehnt werden, ohne die Fahrgäste der nächsten Reihe zu stören. Um die Sitze sind ein Tisch, Getränkehalter, Stauraum, individuelle Leselampen, Steckdose, Fußstütze, Zeitschriftenhalter und Kleiderhaken vorhanden. Für die 1. Klasse sind zwei Wagen mit einer 1+2-Bestuhlung mit Mittelgang ausgestattet. Die beiden Mehrzweckwagen, die als Endwagen ein Drehgestell besitzen, verfügen über je einen Führerstand, einen Mehrzweckraum mit Lademöglichkeit von E-Bikes sowie einen Verkaufsautomaten für Kaffee, Tee und Snacks. Es gibt insgesamt zwölf Toiletten und eine Behindertentoilette. Die Garnitur besitzt 492 Sitzplätze, davon 442 Sitze der 2. Klasse und 50 Sitze der 1. Klasse. In den Mehrzweckräumen können zwei Fahrräder und ein Kinderwagen oder bis zu vier Fahrräder untergebracht werden. Alternativ sind 22 Klappsitze vorhanden.
Die druckdichten Wagen bieten erhöhten Fahrgastkomfort bei Tunnelfahrten. Alle Wagen sind mit Videoüberwachung ausgestattet. 60 % der Sitzplätze sind so ausgerichtet, dass sich die Fahrgäste gegenübersitzen. Auf jeder Seite des Zuges befinden sich 15 Türen.
In der Ausbaustufe ohne Steuerwagen gibt es sechs verschiedene Wagentypen, die in der Reihenfolge Vogn 1, Vogn 2, Vogn 3, Vogn 2, Vogn 3, Vogn 2, Vogn 3, Vogn 2, Vogn 3, Vogn 2, Vogn 3, Vogn 4, Vogn 3a, Vogn 2a und Vogn 1 zusammengestellt sind. Diese Wagen sind in dieser Reihenfolge mit den Nummern 11–25 versehen.
Die Einzelfahrzeuge sind unterschiedlich ausgestattet:
| Wagenbezeichnung, Gattung | Fahrzeug- nummern | Sitzplätze                    | Länge | Anzahl Wagen im Zug | Typ                 | Bemerkungen                                |
| ------------------------- | ----------------- | ----------------------------- | ----- | ------------------- | ------------------- | ------------------------------------------ |
| Vogn 1 / Bpd              |                   | 2. Kl.: 36 + 11 Klappsitze    |       | 2                   | End-/Mehrzweckwagen | Mehrzweckraum, Dienstabteil, ohne Toilette |
| Vogn 2 / Bpt              |                   | 2. Kl: 32                     |       | 5                   | Mittelwagen         | 2 Toiletten                                |
| Vogn 2a / Apt             |                   | 1. Kl: 22                     |       | 1                   | Mittelwagen         | 2 Toiletten                                |
| Vogn 3 / Bp               |                   | 2. Kl: 40                     |       | 5                   | Mittelwagen         | ohne Toilette                              |
| Vogn 3a / Ap              |                   | 1. Kl: 28                     |       | 1                   | Mittelwagen         | ohne Toilette                              |
| Vogn 4 / Bph              |                   | 2. Kl: 10 + 3 Rollstuhlplätze |       | 1                   | Mittelwagen         | Behindertentoilette, 2 Automaten           |